# Nemacheilus smithi
Nemacheilus smithi és una espècie de peix de la família dels balitòrids i de l'ordre dels cipriniformes que es troba a les muntanyes Zagros (Iran).